# Olbe- und Bebertal südlich Haldensleben
Das Olbe- und Bebertal südlich Haldensleben ist ein FFH-Gebiet in der Gemeinde Hohe Börde und der Stadt Haldensleben im Landkreis Börde in Sachsen-Anhalt.

## Allgemeines
Das FFH-Gebiet ist circa 149 Hektar groß (beim Bundesamt für Naturschutz ist die Größe mit 144 Hektar angegeben). Es umfasst das Naturschutzgebiet „Wellenberge-Wüsterberg“ und überlagert sich ansonsten zu einem großen Teil mit dem Landschaftsschutzgebiet „Flechtinger Höhenzug“. In Hundisburg schließt etwas östlich das FFH-Gebiet „Bebertal bei Hundisburg“ an. Das FFH-Gebiet umfasst das Naturdenkmal „Hünerküche“. Es ist durch die Landesverordnung zur Unterschutzstellung der Natura 2000-Gebiete im Land Sachsen-Anhalt (N2000-LVO LSA) seit dem 21. Dezember 2018 rechtlich gesichert. Zuständige untere Naturschutzbehörde ist der Landkreis Börde.

## Beschreibung
Das aus zwei Teilflächen bestehende FFH-Gebiet liegt südwestlich von Haldensleben in der Magdeburger Börde. Es umfasst die Beber oberhalb von Bebertal bis etwas oberhalb von Hundisburg, die Olbe etwas unterhalb von Rottmersleben bis zur Mündung in die Beber und einen Abschnitt des der Beber zufließenden Brumbyer Bachs. Es schließt größtenteils die Täler und Talhänge der Fließgewässer mit ein. In Bebertal ist das FFH-Gebiet teilweise auf die Beber mit ihren Uferbereichen beschränkt.
Die Fließgewässer werden vielfach von Gehölzen, Galeriewäldern und Uferstaudenfluren begleitet. Abschnittsweise ist Wasservegetation aus Krausem Laichkraut, Kammlaichkraut, Sumpfwasserstern, Einfachem Igelkolben, Bachbunge und Schmalblättrigem Merk vorhanden.
In den Tälern der Fließgewässer sind vielfach als Mähwiesen genutzte Grünländer vorhanden. Sie sind als Glatthaferwiesen unter anderem mit Wiesenpippau, Wilder Möhre, Wiesenlabkraut, Margerite und Großer Bibernelle ausgebildet.
Die Talhänge werden unter anderem von artenreichen Kalktrockenrasen eingenommen. Hier siedeln unter anderem Berglauch, Bologneser Glockenblume, Deutscher Alant, Klettenigelsame, Katzenminze, Gewöhnliche Kuhschelle, Violette Königskerze und als botanische Besonderheit auch Bienenragwurz. An sehr trockenen Standorten ist kleinflächig auch Steppentrockenrasen mit Pfriemengras, Walliser Schwingel und Frühlingsadonisröschen ausgebildet. Ebenfalls nur kleinflächig ist an einem Hang im Olbetal eine Heidefläche ausgebildet. Auf flachgründigen Gesteinsböden sind kleinflächig Kalkpionierrasen mit Gemeinem Steinquendel, Kelchsteinkraut, Hügelmeier, Nelkenhaferschmiele und Fingersteinbrech ausgebildet. Am Rüsterberg in Bebertal ist außerdem punktuell Silikatfelsen mit Pioniervegetation ausgebildet.
Die Hänge im FFH-Gebiet sind teilweise stark verbuscht. Abschnittsweise stocken kleine Wälder. Am Wellenberg stocken Hangwälder (dieser Bereich ist auch als Naturschutzgebiet ausgewiesen) mit Hainbuche, Feldulme, Winterlinde, Stiel- und Traubeneiche sowie Berg- und Spitzahorn. Auf den flachgründigeren Hangschultern stockt Traubeneichen-Hainbuchenwald mit Winterlinden.
An den Unterhängen des Wellenberges wachsen verschiedene Frühlingsgeophyten wie Hohler und Mittlerer Lerchensporn, Waldgelbstern, Gefleckter Aronstab, Hohe Schlüsselblume, Gelbes Windröschen und Waldbingelkraut.
Das Gebiet ist Lebensraum und Wanderkorridor des Fischotters. Ein ehemaliges Abbaugewässer westlich von Hundisburg ist Lebensraum verschiedener Amphibien, darunter auch des Kammmolchs.
Das FFH-Gebiet grenzt im Westen an die Bundesstraße 245.